# Povodí
Povodí (németül: Ensenbruck) Třebeň településrésze Csehországban a Karlovy Vary-i kerület Chebi járásában. Központi községétől 3 km-re északkeletre fekszik. A 2001-es népszámlálási adatok szerint 6 lakóháza és 9 lakosa van.